# Средиземноморские экспедиционные силы
Средиземноморские экспедиционные силы (англ. Mediterranean Expeditionary Force) — группировка войск Великобритании во время Первой мировой войны. Её штаб был сформирован в марте 1915 года. Командующим изначально был Ян Гамильтон, затем небольшое время ими командовал Уильям Бидвуд, а после провала Дарданелльской операции командующим стал Чарльз Монро.
Пока единственным активным театром военных действий на Средиземноморье был Дарданелльский, термин «Средиземноморские экспедиционные силы» относился к войскам на Галлиполийском полуострове. С открытием в октябре 1915 года Салоникского фронта силы, действовавшие в Галлиполи, стали называть дарданелльской армией, а силы, действовавшие под Салониками — салоникской армией.
Когда Салоникский фронт остался единственным театром военных действий на Средиземноморье, командование средиземноморскими экспедиционными силами перешло к Арчибальду Мюррею, который базировался в Египте и отвечал за оборону Египта от турок. С ростом важности Синайского фронта там в марте 1916 года было образовано отдельное командование — египетская экспедиционная армия.